# 三ツ廣政輝
三ツ廣 政輝（みつひろ まさき、1995年8月2日 - ）は、毎日放送（MBS）のアナウンサー。
苗字の三ツ廣は、「日本国内で20人程度しか付けていない」とされるほど珍しいもので、ツの表記はカタカナの大文字である。また、新聞などの番組表で、「三ツ広」という略字が用いられることがある。

## 経歴
東京都稲城市の出身で、明治大学付属中野八王子高等学校を経て、明治大学経営学部に進学。学生時代には、小学4年時から野球を始める一方で、日本国内においてヒッチハイクを何度も体験していた。特技はハンドスプリング。
高校時代には硬式野球部へ所属。3年時（2013年）夏の全国高等学校野球選手権西東京大会では、控えの内野手ながら、準々決勝進出を経験している。明治大学への在学中には、体育同好会連合会（体同連）軟式野球部 へ所属。左利きであることから、主に一塁を守っていた。3年時の2016年には、東京六大学軟式野球の春季リーグ戦で優勝を経験。秋季リーグ戦では2位に終わったものの、優秀選手とベストナイン（一塁手部門）に選ばれた。4年時には主将も務めている。
その一方で、林正浩のようなスポーツアナウンサーとして野球を実況することを主な目標に、学内のマスコミクラブなどでも活動。就職活動中には、毎日放送をはじめ、TBSテレビなど8局のアナウンサー試験を受けた。結局は毎日放送から採用の内定を得たが、林が2016年に定年を迎えるまで勤務していたTBSテレビの試験でも、最終面接の1つ前の段階まで残ったという。
大学卒業後の2018年4月1日付で、辻沙穗里と共に、アナウンサーとして毎日放送へ入社。同局によるアナウンサーの採用は、2015年の玉巻映美・藤林温子・森本尚太以来4年振りであった。
テレビ（MBSテレビ）では、2018年7月26日（木曜日）に放送された特別番組『ちちんぷいぷい×VOICE みんなでとびだせっ!夏の5時間ぶち抜きスペシャル』で、辻と揃って番組デビュー。同年10月から2019年3月までは、母体番組の『ちちんぷいぷい』で、金曜日を中心に「フィールドリポーター」として生中継やロケに出演していた。2019年4月からは、『ちちんぷいぷい』の後枠で新たに編成された総合情報番組『ミント!』で、「フィールドキャスター」として生中継リポートを随時担当している。
2018年10月から、スポーツアナウンサーとしての修業を開始。入社1年目の最後（2019年3月下旬）に迎えた選抜高等学校野球大会では、関連会社のGAORA（CS放送）やインターネット向けの中継ながら、新卒採用のアナウンサーとしては異例の早さで実況デビューを果たした。さらに、同年のプロ野球シーズン中から、GAORAやラジオ（MBSラジオ）で阪神タイガース戦中継の実況を担当。2019年世界陸上競技選手権大会期間中および前後（同年9月下旬 - 10月上旬）には、「Meets HERO in 世界陸上2019ドーハ」（自身の苗字にちなんだ『ちちんぷいぷい』の周辺取材企画）でリポーターを務めた。2020年4月4日から2021年12月25日までは、『サタデープラス』（毎日放送の本社で制作するTBSテレビ系列全国ネット向けの生放送番組）でプレゼンター（進行役）を担当。
MBSラジオでは、2019年11月1日からは、辻や1年後輩のアナウンサー（清水麻椰・野嶋紗己子）と共に『ばんぱく宣言　われら21世紀少年団』（毎日放送の本社がある大阪市内で開催される2025年日本国際博覧会の応援番組）のパーソナリティを担当。2025年中までの6年間にわたるレギュラー放送があらかじめ約束されている異例の番組で、三ツ廣は「21世紀少年団」の「団長」としても活動する。
プライベートでは、毎日放送への入社に伴って関西地方での生活を始めたことを機に、同年代（20代）が中心の草野球チームへ2019年7月から参加。野球実況の自主練習を兼ねながら、学生時代に経験していなかった投手として完封勝利を挙げた経験を持つほか、外野手としても活躍している。
なお、新日本放送時代の1959年3月1日からテレビ放送事業とラジオ放送事業を兼営してきた毎日放送は、2021年4月1日付でラジオ放送事業をグループ会社の「株式会社MBSラジオ」へ移管。毎日放送は移管を機にテレビ単営局へ移行したが、三ツ廣はアナウンス職のまま同社の総合編成局（移管と同時に新設）へ在籍する一方で、株式会社MBSラジオが制作・放送する番組にも「MBSアナウンサー」として出演している。移管当日の午後には、「株式会社MBSラジオ」として初めて制作する野球中継（第93回選抜高等学校野球大会決勝戦のラジオ中継）で実況を担当。その一方で、テレビでは『水野真紀の魔法のレストラン』のロケ企画を4月7日放送分から進行している。2021年の10月からは、『西乃風ブラン堂』（西日本の地方創生を目的にテレビとラジオで放送する情報バラエティ番組シリーズ）にも進行役で出演中。
スポーツアナウンサーとしては、毎日放送への入社6年目で迎えた2023年の日本シリーズ（阪神タイガースとオリックス・バファローズが第7戦まで対戦）で、毎日放送グループが全国向けに制作したテレビ・ラジオ中継へ連日出演。第3戦（10月31日）と第6戦（11月4日）のテレビ（毎日放送とTBSテレビの共同制作による全国ネット）中継ではベンチリポート（第6戦ではヒーローインタビューの担当を兼務）、第4戦（11月1日）と第7戦（11月5日）のラジオ（MBSラジオの制作による）中継で実況を任されていた。さらに、京セラドーム大阪で催された第7戦（オリックス対阪神戦）では、阪神が1985年以来38年振りのシリーズ制覇を成し遂げた瞬間をラジオ中継（ニッポン放送との2局ネット）で実況。阪神のセントラル・リーグ優勝決定（9月14日）の深夜および、日本シリーズ第7戦の深夜に開かれた阪神の優勝記念祝勝会（ビール掛け）では、毎日放送（テレビ）を代表して首脳陣や選手へのインタビューを担当した。

## 出演番組

### 現在
- MBSニュース（テレビ・ラジオとも不定期） 
  - 2018年7月31日（火曜日）のラジオニュース（『松井愛のすこ〜し愛して♥』11時台）で初めて担当。同年10月から2020年3月までは、日曜深夜 - 月曜早朝の宿直勤務を定期的に任されていた。
- 選抜高等学校野球大会中継（2019年から一部の試合でGAORA・インターネット向けに実況やインタビュアーを担当）
  - 実況を初めて担当した試合は、2019年3月26日の1回戦第3試合・徳島県立富岡西高等学校対東邦高等学校戦。同年の決勝・習志野市立習志野高等学校対東邦戦テレビ中継（4月3日）では、甲子園球場の三塁側アルプススタンドで東邦の応援リポートを担当した。
  - 新型コロナウイルスへの感染が拡大している影響で第92回選抜高等学校野球大会が中止された2020年には、8月中旬の2020年甲子園高校野球交流試合（同大会への出場が決まっていた全32校による16試合制の招待試合）で、インターネット向けのライブ配信向けに実況を3試合担当している。
  - 2021年の第93回大会では、毎日放送への勤務が4年目に入った2021年4月1日に、決勝戦の実況をラジオ中継で初めて担当（解説：山下智茂）。前述したように、「株式会社MBSラジオ」が初めて制作・放送する野球中継でもあった。
- プロ野球中継（テレビ・ラジオとも、2019年からベンチリポートを中心に担当。ラジオのみ同年から実況担当も兼務）
  - ラジオ中継では2019年5月17日の阪神タイガース対広島東洋カープ戦（甲子園球場）から、テレビ中継では翌18日の同カードから阪神側のベンチリポートを担当。同年7月11日のフレッシュオールスターゲーム（楽天生命パーク）ラジオ中継（ニッポン放送制作分）では、MBSラジオでもNRNナイター扱いの同時ネット方式で放送することを背景に、ウエスタン・リーグ選抜のベンチリポートを担当した。
    - 2019年9月18日の阪神対東京ヤクルトスワローズ戦中継（甲子園、解説：八木裕、ニッポン放送でも試合終盤のみ同時ネットで放送）で、一軍の公式戦を初めて実況。阪神の近本光司が8回裏の第3打席でシーズン153本目の安打（当時のセントラル・リーグ新人最多タイ記録で後に159安打まで更新）を放ったシーンも伝えた。この実況で、2019年度アノンシスト賞近畿・中部・北陸ブロック（でJNN・JRN加盟局への入社3年目までのアナウンサーが対象の）新人奨励賞を受賞[12]。

  - GAORAプロ野球中継では、2019年6月1日に甲子園球場で催された阪神対福岡ソフトバンクホークスのウエスタン・リーグ公式戦中継（甲子園、解説：掛布雅之）で実況デビューを果たした。

毎日放送が在阪局でいち早く国際連合の「SDGメディア・コンパクト」へ参加していることを背景に、テレビ・ラジオ兼営局時代の2020年10月からは、国際連合が定める「SDGs17の目標」を啓発するアナウンサー企画にも参加している。
「SDGsのススメ」（2020年10月19日から2021年3月1日まで『ちちんぷいぷい』で毎週月曜日に放送されていたロケ企画）では、4番目の目標（「質の高い教育をみんなに」）関連の取材を担当。『ちちんぷいぷい』の終了後は、後継番組の『よんチャンTV』内で5秒間放送される「みんなでやろう!SDGs」で、4番目の目標達成に向けた標語紹介のVTRに登場。

#### テレビ
- 痛快!明石家電視台（不定期）
  - 2018年10月29日に放送された「実際どうなん!?MBSアナウンサー15人」で、アナウンサーゲストの1人として、辻と揃って初出演。TBSテレビのアナウンサー試験での失敗談を明かした[9]。
- 水野真紀の魔法のレストラン（2021年4月7日放送分からロケ企画の進行を担当）
- 西乃風ブラン堂（2021年10月12日 - ） 
  - 「金庫番」という肩書で進行を担当
- 全国高校ラグビー（2021年度の第101回大会と2022年度の第102回大会で木下彩音と共にハイライト番組のMCを担当。2023年度の第103回大会からは海渡未来にポジションを譲り、中継実況・リポーターに変更）
  - ハイライト番組MCへの就任時点でラグビー中継の実況を経験していないが、2020年度（第100回）以前の大会でも、ハイライト以外の関連番組へ随時登場していた。
  - 第99回大会期間中の2020年1月6日には、ハイライト番組用スタジオからの生中継で『S☆1』（TBSテレビ制作のスポーツニュース）へ出演。前日（1月5日）に花園ラグビー場で催された準決勝2試合の模様を、大畑大介・小島瑠璃子（いずれもハイライト番組の前任MC）と共に伝えた。ちなみに、小島は『サタデープラス』のMCで、2020年度から2021年の第101回大会開幕直前（12月25日）まで共演。出演の時点では、『S☆1』本編のMCも兼務していた。
- よんチャンTV
  - 生中継のリポートなどを不定期で担当した後に、2024年度から、川地洋平・大村浩士（いずれも後輩のスポーツアナウンサー）と交互に「月よんスポ」（月曜日のスポーツ関連パート）を進行。

#### ラジオ
- ばんぱく宣言 われら21世紀少年団 パーソナリティ（2019年11月1日 - ）
- ヤングタウン日曜日（2019年からアシスタント代理として不定期で出演）
- MBSベースボールパーク
  - ナイターイン版では、2019年5月から阪神戦中継で阪神側のベンチリポート、同年9月から実況を随時担当。阪神のナイトゲームが組まれていない日曜日に放送される『番外編』では、2019年に宿直勤務の一環で番組内の『MBSニュース』を担当するとともに、「三ツ廣政輝のまさに気になるトピックス」と称して阪神の二軍情報を随時報告していた。入社4年目の2021年からは、オリックス・バファローズ主催試合（京セラドーム大阪／ほっともっとフィールド神戸開催分）の中継でも、ビジター地元局への裏送り分を中心に実況やベンチリポートを随時担当。
    - 2021年には、阪神もオリックスもクライマックスシリーズ（CS）へ進出したことを受けて、MBSラジオの制作による両チームのCS（阪神は11月7日に甲子園球場で開催のファーストステージ第2戦・オリックスは同月11日に京セラドーム大阪で開催のファイナルステージ第2戦）中継で実況を担当。オリックスがファイナルステージの突破によって日本シリーズへの進出を決めたことから、シリーズ第2戦（11月21日に京セラドーム大阪で開催）の関西ローカル向け中継[13]（解説：太田幸司）の実況担当にも抜擢された。

  - ナイターオフ版では、2018年度（2019年2月2日）放送分の土曜版で、第1部（『ベースボールパークTIMES』）・第2部（『茶屋町 KEISUKE BAR』）を通じて、阪神タイガースの春季一軍キャンプ地・沖縄県宜野座村からの生中継によるキャンプリポートを担当。毎日放送への入社後初めて、スポーツ関連番組での取材リポートを任された。以降の放送でも、阪神二軍キャンプ地・高知県安芸市からの生中継リポートなどで随時出演。2019年度には、「商店街マイスター」と称して、「ぶち藪れ！藪が歩く!やぶ～ら・ぶら歩き」（土曜版の第2部に放送する野球解説者・藪恵壹の冠番組）の商店街ロケに同行していた。『MBSベースボールパーク プレミアムチャンネル』として放送される2020年度には、土曜版第2部「バズヒロ政輝のエースで4番への道!!」・日曜版第2部「八木裕・三ツ廣政輝のハチミツアワー」のパーソナリティを担当。
- 豊永真琴のMBSミュージックパーク
  - 他のスポーツアナウンサーと交互に、パートナーとして出演。土曜日午後の生ワイド番組であるため、『サタデープラス』へレギュラーで出演していた2021年12月までは、パートナーの担当週に同番組の本番を終えてから登場していた。
- 西乃風ブラン堂ラジオ（2021年10月17日 - 、基本として毎週日曜日21:00 - 21:30） 
  - 秋山眞緒（つばきファクトリー）・岡村美波（BEYOOOOONDS）と共に、パーソナリティを担当[14]。

以下の番組にはいずれも、不定期で出演。
- 松井愛のすこ〜し愛して♥
  - 通常はシフト勤務の一環で、番組内の『MBSニュース』を随時担当。2022年11月8日・15日（いずれも火曜日）放送分で、全編のパーソナリティ代理を務めた。先輩アナウンサーでもある松井愛が胆石症の入院加療へ専念していることに伴う代演で、パーソナリティ代理を立てる回の通例に沿って、代演した回は『三ツ廣政輝のすこ～し愛して♥』というタイトルで放送された。
- コトノハ
  - 「コトノハ」（言葉）にこだわった毎日放送アナウンサー室制作の事前収録番組で、2021年10月4日から『ばんぱく宣言』の後枠（2023年9月25日までは毎週月曜日の21:45 - 22:00 → 同年10月2日以降は21:30 - 21:45）に放送。放送週によっては、同番組に続いて出演することがある。

### 過去

#### テレビ
- ちちんぷいぷい
  - 前述した『ちちんぷいぷい×VOICE みんなでとびだせっ!夏の5時間ぶち抜きスペシャル』でのロケ取材を経て、2018年10月19日から金曜日のフィールドリポーターを担当[15]。他の曜日でも、ロケ企画のリポーターを務めることがあった。
  - 『ミント!』の放送開始後は出演の機会が途絶えていたが、TBSテレビが日本国内でのテレビ放送権を保有している2019年世界陸上競技選手権大会の期間中および前後には、「Meets HERO in 世界陸上2019ドーハ」のリポーターとして開催地のドーハへ派遣されている。
  - 2020年4月の改編で「嗚呼!花の応援マン2020」（スポーツに携わる全ての人々を応援するコーナー）が月 - 木曜日に新設されたことに伴って、同年3月30日（月曜日）放送分からレギュラー出演を本格的に再開。「フレ!フレ!スポーツ」への改称後の同年8月には、関西地方から2020年甲子園高校野球交流試合へ招待された高校への取材も担当していた。
  - 放送最終週に当たる「フィナーレウィーク」（2021年3月8 - 12日）では、毎日放送の「これから」を担うアナウンサーの1人として、「あれから生中継」（入社前の放送で先輩アナウンサーが取材した人物や場所を改めて紹介する企画）のリポーター[16]に起用。「フィナーレウィーク」第2日（9日）の生中継リポートで、最後の出演を果たした。
- オールザッツミュージック（2018年12月29日、ナレーター）
- ミント!
  - 放送を開始した2019年度に、フィールドキャスターとして火曜日を中心に出演。前述したように、2020年4月から『ちちんぷいぷい』のレギュラーに復帰したが、火曜日の16時台に放送される特集のリポーターとして同年10月から出演を再開していた（先輩アナウンサーの森本尚太と交代で隔週にリポートを担当）。
- コトノハ図鑑→「へぇ～のコトノハ」（不定期）
  - 所属する毎日放送アナウンサー室の企画で、2018年7月から2020年3月まで『コトノハ図鑑』（事前収録のレギュラー番組）として放送された後に、2020年4月改編から「へぇ～のコトノハ」（『ちちんぷいぷい』月・水曜日→水曜日のレギュラーコーナー）へ移行。『コトノハ図鑑』には、入社1年目の2018年8月31日放送分から出演していた[17]。
- 花園を目指す君へ　ラグビーW杯戦士からのエール（2019年12月16日、毎日放送の制作でTBS系列全国ネット向けに放送された第99回全国高校ラグビー関連番組）
  - この年に日本国内で開催されたラグビーワールドカップ2019の日本代表だった木津悠輔（大分県立由布高校OB）と共に、大分東明高校のラグビー部を取材。
- あす開幕! みんなの甲子園スペシャル～出場32校の笑顔を集めました～
  - 2020年甲子園高校野球交流試合の開幕直前に編成された特別番組で、毎日放送では開幕前日（8月9日）の15:00 - 17:00に関西ローカルで生放送（関連会社のGAORAでは当日の夜と翌10日の第1試合直前に編成）。招待校の1つである明石市立明石商業高等学校からの中継リポートを担当した（『ちちんぷいぷい』の「フレ!フレ!スポーツ　みんなの甲子園」でも同校を取材）。
  - 2018年10月から2019年3月までは、放送予定のテレビ番組を紹介する関西ローカル向けスポットCMのオープニング映像にも、自己紹介を兼ねて登場していた（2018年内は辻とのコンビ、2019年1月以降は単独で登場）。
- サタデープラス（プレゼンター、2020年4月4日 - 2021年12月25日）
  - 2015年4月4日の番組開始以来続いていた生活情報路線から、スポーツの面白い話題を紹介する路線へ変更することを機に、テレビ・ラジオを通じて初めて全国ネット番組にレギュラーで出演[18]。
  - 2022年の初回放送（1月8日）からは、自身と同時にプレゼンター（ロケ企画「ひたすら試してランキング」のリポーター）へ起用されていた後輩アナウンサーの清水麻椰が、同企画への出演と並行しながら三ツ廣の役割（毎日放送本社スタジオでの進行役）を引き継いでいる。もっとも、清水に新型コロナウイルスへの感染が確認されたことに伴って、同年1月29日・2月5日放送分でスタジオ進行を再び担当。
- 三度の飯よりアレが好き!（不定期）
  - 放送期間（2022年度）において毎日放送での社歴が5年目以下（自身と辻は5年目）のアナウンサーが、スタジオMCやロケリポートを交互に担当していた番組。
- THE TIME,（TBSテレビがJNN全国ネット向けに制作する平日早朝の生放送番組）
  - 全国ネットパートでは、「列島リアルタイム中継」（JNN全28局が分担している生中継企画）の毎日放送制作分（近畿広域圏・徳島県からの中継）で、2022年2月3日（木曜日）・2月7日（月曜日）に中継のキャスターを務めた[19]。
  - 日 - 木曜日で深夜から翌日の早朝まで宿直勤務に入る場合には、勤務の一環で「エリア情報」（JNN加盟各局のローカル差し替え枠）内の関西ローカル向けニュース・天気予報を担当している。

#### ラジオ
- MBSヨル隊　ナジャ・グランディーバのレツゴーフライデー（プロ野球オフシーズン限定番組）
  - 2018年度から18時台に新設された生中継コーナー「午後6時の○○で!知名度アップアップ大作戦!」に、辻との隔週交代[20]でリポーターとして出演。
  - プロ野球シーズン中に月1回のペースで放送される『ナジャ・グランディーバのレツゴーサタデー』にも、2019年度から他のアナウンサーと交互に一部のコーナーへ出演。2021年7月（3日）放送分では、ナジャが新型コロナウイルスへの感染によって療養を余儀なくされていたことを受けて、ナジャの代わりに全編でパーソナリティを務めた。
- あどりぶラヂオ
  - 2018年11月30日から、「三ツ廣政輝のBOY MEETS GIRL」（金曜放送分に週替わりで内包される事前収録コーナー）のパーソナリティを単独で担当。2019年1月4日放送分の「MBSアナウンサースペシャル」（アナウンサーによるパーソナリティリレー企画）にも出演した。同年11月15日の生放送で、全編のパーソナリティを初めて担当。
- 辻・三ツ廣の以後お見知りおきを（2018年12月6日 - 2019年1月29日、毎週木曜日0:00 - 0:30）
  - テレビ・ラジオを通じても自身初の冠番組で、当初は2018年12月にのみ『以後お見知りおきを1st（ファースト）』として放送する予定だったが、『 - 2nd（セカンド）』と改題したうえで放送期間を2019年1月にまで延長。最初の番組タイトルに『1st』が付いたのは、学生時代の軟式野球でのポジションが一塁手（ファースト）であったことによる。
- MBSラジオ亥の一番! 次は～新福島! 猪（ちょ）ベリグ大新年会!（2019年1月1日）
  - 内包コーナー「辻・三ツ廣の以後お見知りおきを　番外編」を、辻とのコンビで担当。
- 桜井一枝&三ツ廣政輝のるんるん土曜リクエスト（2019年11月9日）
  - 本来は桜井とコンビを組む先輩のスポーツアナウンサー・井上雅雄が、放送の時間帯にTOTOジャパンクラシックのテレビ中継（毎日放送制作・TBS系列全国ネット）で実況を担当することに伴って、井上の代役として出演。
- 次は〜新福島!=第3章・構築と解体= 水曜日「ラジオ解体ショー!」（2020年1月29日）
  - 福島暢啓がパーソナリティを務める生ワイド番組で、「『ばんぱく宣言 - 』を解体する」というテーマが設けられたことから、同番組を代表してゲスト出演。
- 福島のぶひろのお花見ラジオ（2020年4月7日の18:00 - 20:00に生放送）
- 奥野史子のええなぁ!（2020年9月8日）
  - 『上泉雄一のええなぁ!』（自身の上司でもある上泉雄一アナウンサーの冠番組）として放送される通常版では、平日の夕方に放送されていた時期（2021年9月まで）に、番組内の「MBSニュース」や「ネットワークトゥデイ」（MBSラジオでの企画ネット版）を随時担当。
  - 上泉の夏季休暇に伴って奥野史子（火曜放送分のパートナー）がパーソナリティ代理を務めた2020年9月8日（火曜日）放送分で、パートナー代理の1人として全編に初めて登場。火曜放送分のコーナーレギュラー（担当はいずれも当時）であった先輩アナウンサー・福本晋悟も夏季休暇を取得していたことに伴って起用された。

## 出演映画
- 『正体』（2024年11月29日公開予定、松竹） - 劇中でテレビから流れる架空の生中継番組のリポーター役